# La Nouvelle
La Nouvelle ist ein Dorf in der Gemeinde La Possession in Réunion. La Nouvelle ist der Hauptort des Cirque de Mafate und nicht auf dem Straßenweg erreichbar. Der Ort, der auf ca. 1400 m Höhe liegt und dem Bas Mafate (dem oberen Mafate) angehört, ist wie alle anderen îlets (Dörfer in den Cirques) nur zu Fuß über einige Wanderwege erreichbar. Am einfachsten ist es über den Col des Bœufs Pass La Nouvelle zu erreichen. Zu diesem führt eine Forststraße durch den Cirque de Salazie, von wo es ca. 2 Stunden zu Fuß nach La Nouvelle sind. Von Süden her ist La Nouvelle über den Col du Taïbit Pass von Cilaos aus über das Dorf Marla erreichbar, allerdings ist hierfür eine mehrstündige, anstrengende Wanderung erforderlich. Das GR-Fernwanderwegenetz im Cirque de Mafate ist sehr gut ausgebaut und gut beschildert. Die Versorgung des Dorfes erfolgt über Hubschrauber, die La Nouvelle mehrmals täglich anfliegen.
La Nouvelle wurde wie alle anderen Dörfer im Cirque de Mafate vermutlich während der marronnage im 18. Jahrhundert gegründet. Bis 1848 die Sklaverei in Réunion verboten wurde, flohen viele Sklaven vor Gewalt, Unterdrückung und Armut in das schwer zugängliche Inselinnere. Später folgten weiße Siedler, die durch den demographischen Wandel auf der Insel und ungelöste Erbstreitigkeiten infolge der Aufhebung der Sklaverei ihr fruchtbares Farmland verloren hatten. Zur Mitte des 20. Jahrhunderts wurden erstmals Initiativen seitens der lokalen Verwaltung gestartet, die Lebensbedingung der Menschen im Cirque de Mafate zu verbessern. Seit den 1980er Jahren sollten Investitionen in den Tourismus der Abwanderung junger Menschen aus dem Cirque entgegenzuwirken. Heute leben in La Nouvelle ganzjährig ca. 150–200 Menschen, die überwiegend vom Tourismus und der Landwirtschaft leben. Es gibt zudem eine Kirche und eine Grundschule.

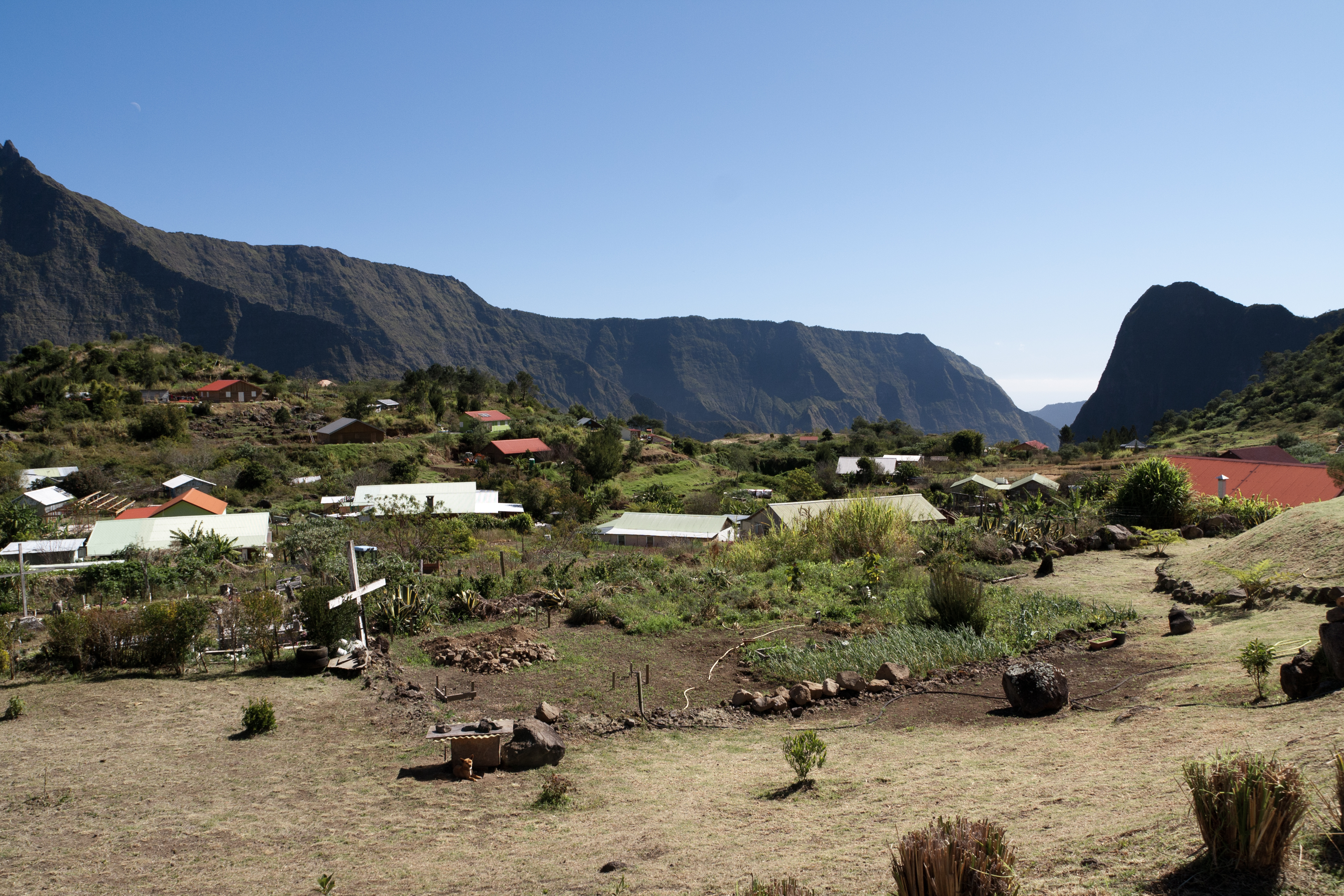
La Nouvelle (2015)
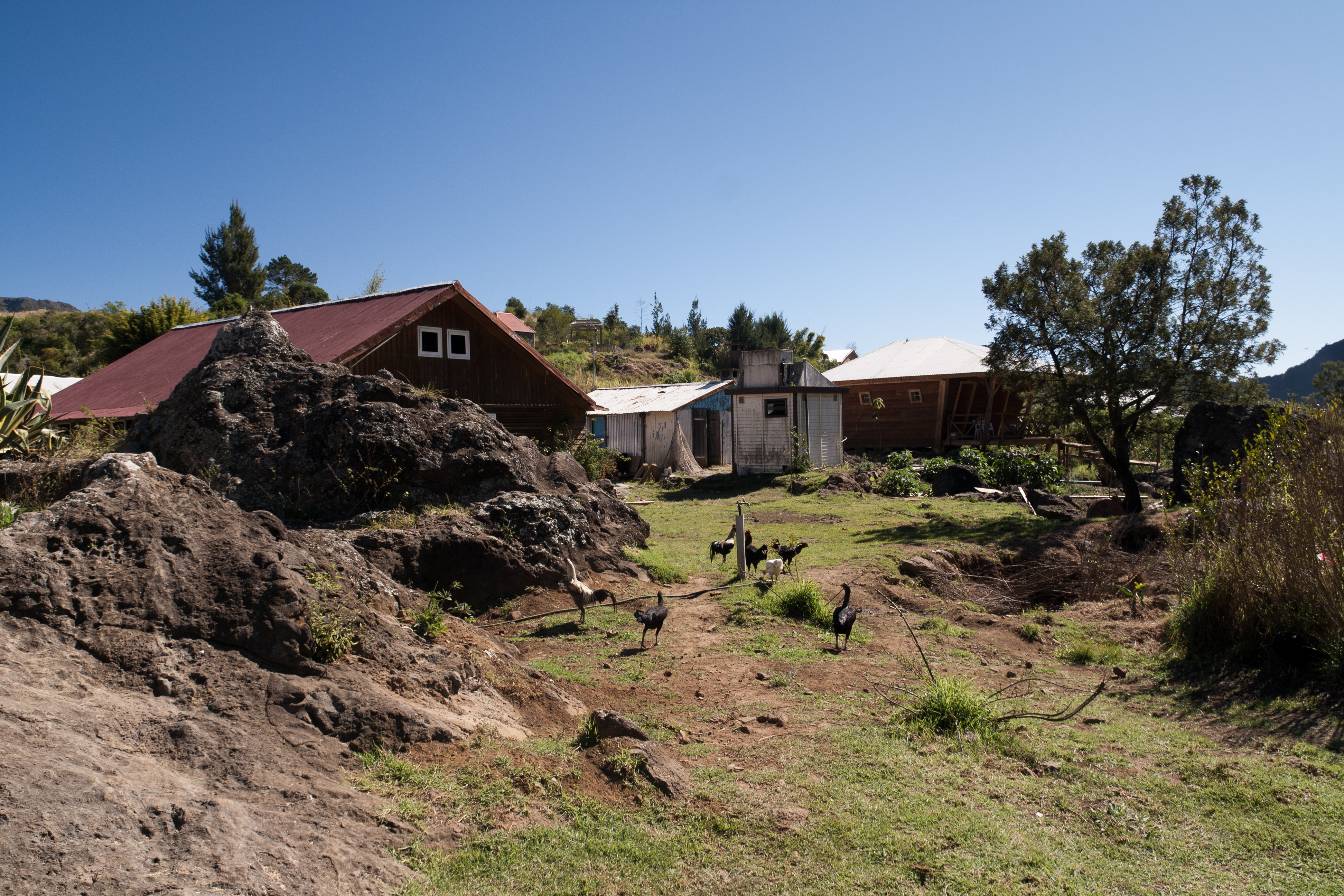
La Nouvelle (2015)
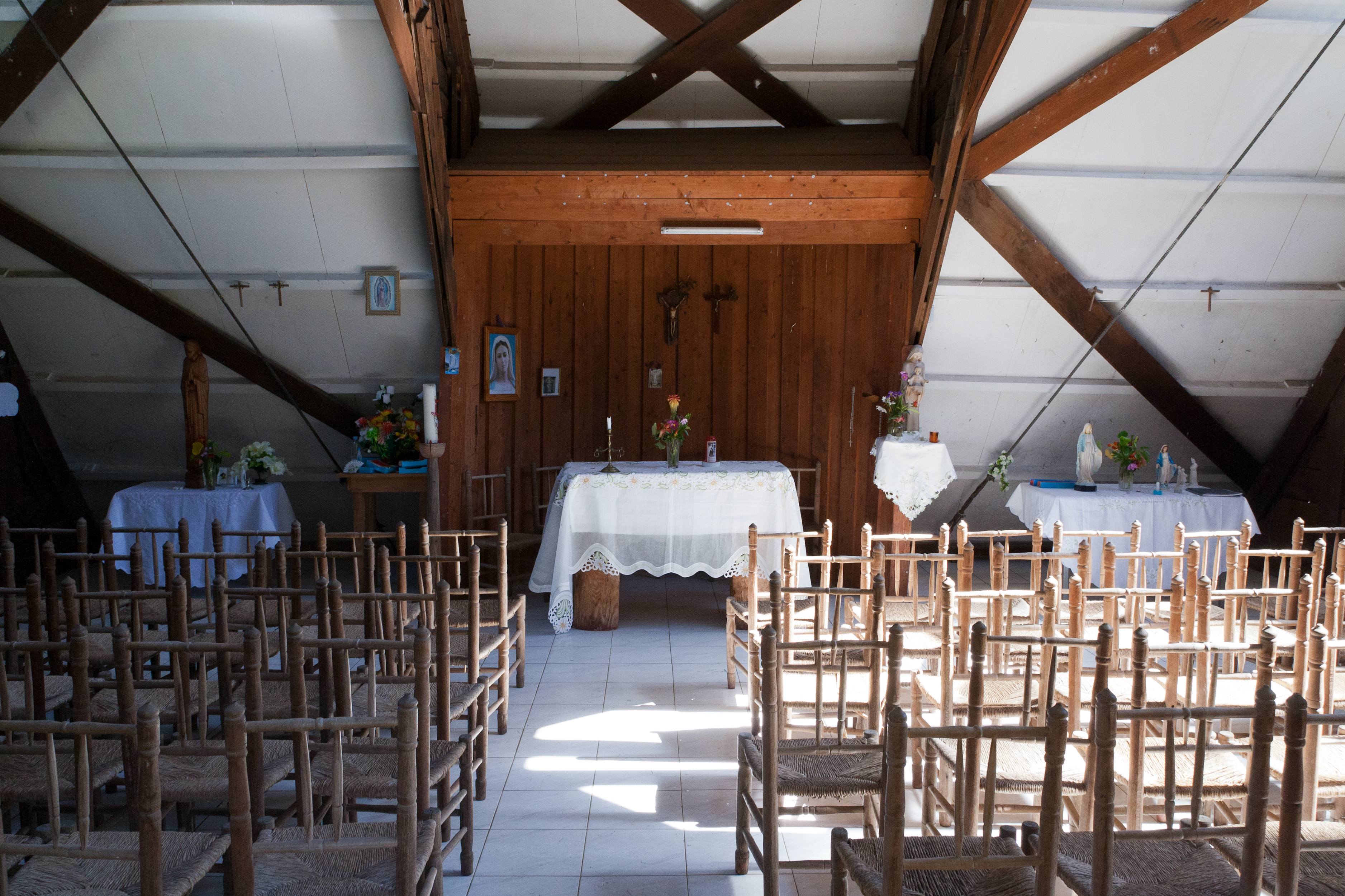
Kirche von La Nouvelle